# Great How
Great How är en kulle i Storbritannien.   Den ligger i grevskapet Cumbria och riksdelen England, i den centrala delen av landet, 400 km nordväst om huvudstaden London. Toppen på Great How är 522 meter över havet, eller 76 meter över den omgivande terrängen. Bredden vid basen är 1,1 km. Great How ingår i Cumbrian Mountains.
Terrängen runt Great How är kuperad.Runt Great How är det ganska tätbefolkat, med 60 invånare per kvadratkilometer. Närmaste större samhälle är Ambleside, 17,9 km öster om Great How. Omgivningarna runt Great How är en mosaik av jordbruksmark och naturlig växtlighet.